# 蘇希揚切克拉克河
蘇希揚切克拉克河（烏克蘭語：Сухий Янчекрак），是烏克蘭的河流，位於該國中部，屬於第聶伯河的左支流，發源自新雅科夫利夫卡，流經扎波羅熱州，河口處在普拉夫尼北部，河道全長17公里，流域面積129平方公里。